# السواحرة الغربية
السواحرة الغربية بلدة فلسطينية من بلدات القدس، يبلغ عدد سكانها حوالي 31.000 نسمة وهي مكونة من سبعة أحياء، متلاصقة ومتصلة بعضها ببعض. وتتكون من عدة جبال ومناطق منها الشيخ سعد وجبل القنبر والجبل الرئيسي جبل المكبر وحي الصلعة وفي عام 2003 قامت وزارة الأمن الإسرائيلية بمصادرة أراضٍ في السواحرة الغربية وفصل حي الشيخ سعد من أجل أقامة جزء من الجدار الفاصل بزعم أن سكان الحي يشكلون خطرًا على أمن إسرائيل.